# 반EU 국민운동
반EU 국민운동(反EU國民運動, 덴마크어: Folkebevægelsen mod EU)은 덴마크의 반(反)유럽 연합(EU) 정당으로, 1972년 설립되었다.